# Arthur Goebel
Arthur Karl Heinrich Goebel (* 13. Oktober 1853 in Liegnitz, Landkreis Liegnitz, Provinz Schlesien; † 30. August 1939 in Berlin) war ein deutscher Sanitätsoffizier.

## Leben
Goebel war Sohn des Gymnasiallehrers Karl August Goebel († 1885) und dessen Ehefrau Henriette Emilie geb. Gritschke.
Er besuchte zunächst die Gymnasien in Liegnitz und Brieg. Am 24. April 1871 trat er in die Medizinisch-Chirurgische Akademie für das Militär. 1871 wurde er Mitglied des Pépinière-Corps Franconia. Dreimal klammerte er die Erste Charge. Er schied am 15. Februar 1875 aus der Akademie aus und wurde am 19. März 1875 von der Friedrich-Wilhelms-Universität zu Berlin zum Dr. med. promoviert. Seine Approbation erlangte er am 29. März 1876.
Am 1. Mai 1873 war er in das 2. Garde-Regiment zu Fuß eingetreten. Am 22. Juni 1876 wurde er im Infanterie-Regiment 18 Assistenzarzt II. Klasse und zwei Jahre später Oberarzt. Beim Infanterie-Regiment 22 wurde er 1884 Stabsarzt (Beförderung am 31. August 1884) und war dort Bataillonsarzt. 1895 wurde er mit seiner Beförderung zum Oberstabsarzt in das Infanterie-Regiment 91 kommandiert. Ein Jahr später folgte seine Versetzung in das Leib-Garde-Husaren-Regiment. Ab 1900 war er als Generaloberarzt (Beförderung am 22. Juli 1900) Divisionsarzt bei der 20. Division. Als Korpsarzt und Generalarzt war er ab 1903 beim IX. Armee-Korps. Später war er als Obergeneralarzt (Beförderung am 19. Juli 1911) Inspekteur bei der I. Sanitätsinspektion in Posen. 1914 wurde er zur Disposition gestellt.
Von August bis Oktober 1914 war er als Vertreter von Hermann Schmidt Ärztlicher Direktor der Charité.
Zuletzt wohnte er in Berlin-Friedenau. Er verstarb in seiner Wohnung in der Homuthstraße 7 am 3. August 1939. Als Todesursache wird Herzmuskelschwäche, Schrumpfniere angegeben. Seit dem 14. Januar 1889 war er mit der Margarethe geb. Heise († 2. April 1948 in Siegmar-Schönau) verheiratet.